# Tsung-Dao Lee
Tsung-Dao Lee, född 24 november 1926 i Shanghai, död 4 augusti 2024 i San Francisco, Kalifornien, var en kinesisk-amerikansk fysiker. Han och Chen Ning Yang mottog nobelpriset i fysik 1957.

## Biografi
År 1946 fick Lee ett stipendium för att studera fysik under Enrico Fermi vid University of Chicago och han tog doktorsexamen i fysik 1950. Tre år senare började han arbeta vid Columbia University. Lee och hans kollega Chen Ning Yang lade fram en teori om att den svaga växelverkan inte hade paritetssymmetri (spegelsymmetri). Chien-Shiung Wu bekräftade teorin experimentellt och Lee och Yang fick dela Nobelpriset i fysik 1957.
Lee är efter Malala Yousafzai den fjärde yngste Nobelpristagaren. Då han fortfarande var kinesisk medborgare när han tog emot Nobelpriset var han och Yang de första kinesiska nobelpristagarna. Lee blev amerikansk medborgare 1962.
Förutom partikelfysik har Lee forskat inom statistisk mekanik, astrofysik, hydrodynamik och det fasta tillståndets fysik.
Efter att USA och Kina normaliserade förbindelserna i början på 1970-talet har Lee rest flitigt till Kina och träffat flera kinesiska ledare som Mao Zedong, Zhou Enlai och Deng Xiaoping. Han var också personlig vän till den förre premiärministern Wen Jiabao.

## Utmärkelser
Asteroiden 3443 Leetsungdao är uppkallad efter honom.